# Monotrema
Monotrema é um género botânico pertencente à família Rapateaceae encontrada na Colômbia, Venezuela e Brasil.